# Nick Stahl
Pour les articles homonymes, voir Stahl.
Nick Stahl est un acteur américain, né le 5 décembre 1979 à Harlingen (Texas).

## Biographie

### Jeunesse
Nick Stahl naît le 5 décembre 1979 à Harlingen, au Texas. Son père, William Kent Stahl, est un homme d'affaires[réf. nécessaire] et sa mère, Donna Lynn (née Reed), une courtière,. Il grandit à Dallas, auprès de ses deux sœurs venant de sa mère qui se battait pour joindre les deux bouts,.
Dès l'âge de quatre ans, il joue au théâtre, puis s'illustre dans quelques spots publicitaires et séries télévisées[réf. nécessaire].

### Carrière
En 1991, Nick Stahl apparaît pour la première fois à la télévision, précisément dans les téléfilms Une femme traquée (Stranger at My Door) de Vincent McEveety et, l'année suivante, dans Prisonnière de son passé (Woman with a Past) de Mimi Leder.
En 1993, il commence sa carrière au cinéma, lorsque Mel Gibson le choisit pour son premier film L'Homme sans visage (The Man Without a Face), dans lequel il tient le rôle de Chuck Norstadt.
En 2001, il apparaît dans Bully de Larry Clark, où il incarne un adolescent intelligent, mais violent, haineux, amoral et sadique.
En 2002, il remplace Edward Furlong — étant exclu du projet en raison d'un problème d'abus de drogues, — pour interpréter John Connor dans Terminator 3 : Le Soulèvement des machines (Terminator 3: Rise of the Machines, 2003) de Jonathan Mostow, aux côtés d'Arnold Schwarzenegger et Claire Danes.
En 2003, il est choisi pour le rôle de Ben Hawkins, jeune homme doté du pouvoir de guérison et de résurrection, dans La Caravane de l'étrange (Carnivàle).
En 2005, il interprète le personnage Roark Jr dans Sin City de Robert Rodriguez et Frank Miller.
En 2009, il est engagé dans le rôle d'un jeune toxicomane en réadaptation qui commence à voir des images d'une femme dans les miroirs d'un magasin, dans le vidéofilm Mirrors 2 de Víctor García.
En 2021, il apparaît dans le rôle secondaire, celui de Jason Riley, dans les cinq derniers épisodes de la sixième saison de la série Fear the Walking Dead et, en 2022, reprendra son rôle qui devient important dans Fear the Walking Dead: Dead in the Water.

### Vie privée
En 2009, Nick Stahl est marié à l'actrice Rose Murphy : ils ont une fille prénommée Marlo, avant de divorcer en 2012.

## Filmographie

### Cinéma

#### Longs métrages
- 1993 : L'Homme sans visage (The Man Without a Face) de Mel Gibson : Charles E. « Chuck » Norstadt
- 1994 : Loin des yeux, près du cœur (Safe Passage) de Robert Allan Ackerman : Simon Singer
- 1995 : Les Légendes de l'Ouest (Tall Tale) de Jeremiah S. Chechik : Daniel Hackett
- 1997 : Eye of God de Tim Blake Nelson : Tom Spencer
- 1998 : Comportements troublants (Disturbing Behavior) de David Nutter : Gavin Strick
- 1998 : Soundman de Steven Ho : Tommy Pepin
- 1998 : La Ligne rouge (The Thin Red Line) de Terrence Malick : Edward Beade, première classe
- 2000 : Sunset Strip d'Adam Collis : Zach
- 2001 : Bully de Larry Clark : Bobby Kent
- 2001 : In the Bedroom de Todd Field : Frank Fowler
- 2001 : The Sleepy Time Gal de Christopher Munch : Morgan
- 2001 : Premier amour (All Forgotten) de Reverge Anselmo : Vladimir
- 2002 : Jeux pervers (Taboo) de Max Makowski : Christian Turner
- 2003 : Bookies de Mark Illsley : Toby
- 2003 : Terminator 3 : Le Soulèvement des machines (Terminator 3: Rise of the Machines) de Jonathan Mostow : John Connor
- 2003 : Twist de Jacob Tierney : Dodge
- 2005 : Sin City de Robert Rodriguez et Frank Miller : Roark Jr. / Yellow Bastard
- 2006 : The Night of the White Pants d'Amy Talkington : Raff
- 2007 : How to Rob a Bank d'Andrews Jenkins : Jinx
- 2008 : Quid Pro Quo de Carlos Brooks : Isaac Knott
- 2008 : Sleepwalking de Bill Maher : James
- 2009 : Ma mère, ses hommes et moi (My One and Only) de Richard Loncraine : Bud
- 2010 : Everything Will Happen Before You Die : Hunter Robinson
- 2010 : Meskada de Josh Sternfeld : Noah Cordin
- 2010 : Burning Palms de Christopher Landon : Robert Kane
- 2010 : Le Caméléon (The Chameleon) de Jean-Paul Salomé : Brendan Kerrigan
- 2010 : Everything Will Happen Before You Die de Dan Finkel : Hunter Robinson
- 2010 : Mirrors 2 de Víctor García : Max Matheson (vidéo)
- 2010 : Kalamity de James M. Hausler : Billy Klepack
- 2010 : Dead Awake d'Omar Naim : Dylan
- 2011 : The Speed of Thought d'Evan Oppenheimer : Joshua Lazarus
- 2011 : Afghan Luke de Mike Clattenburg : Luke Bening
- 2011 : 388 Arletta Avenue de Randall Cole : James Deakins
- 2011 : Folie meurtrière (On the Inside) de D. W. Brown : Allen Meneric
- 2014 : Away from Here de Bruce Van Dusen : James
- 2019 : The Murder of Nicole Brown Simpson de Daniel Farrands : Glen Edward Rogers (en)
- 2020 : Hunter Hunter de Shawn Linden : Lou
- 2021 : American Dream de Janusz Kaminski : Yuri
- 2021 : Grace and Grit de Sebastian Siegel : Bob
- 2021 : What Josiah Saw de Vincent Grashaw : Eli Graham
- 2021 : Night Blooms de Stephanie Joline : Wayne, père de Laura
- 2023 : Les Chevaliers du Zodiaque (聖闘士星矢 The Beginning, Knights of the Zodiac?) de Tomasz Bagiński : Cassios
- 2023 : What You Wish For (en) : Ryan.

#### Court métrage
- 2012 : 388 Arletta Avenue Xtra de Randall Cole : James Deakins

### Télévision

#### Téléfilms
- 1991 : Une femme traquée (Stranger at My Door) de Vincent McEveety : Robert Fortier
- 1992 : Prisonnière de son passé (Woman with a Past) de Mimi Leder : Brian
- 1994 : Incident in a Small Town de Delbert Mann : John Bell Trenton
- 1995 : Blue River de Larry Elikann : Edward, jeune
- 1996 : Omission (My Son Is Innocent) de Larry Elikann : Eric Sutter
- 2002 : Wasted de Stephen T. Kay : Chris
- 2011 : Locke and Key de Mark Romanek : Duncan Locke

#### Séries télévisées
- 1996 : Out of Order (saison 1, épisode 2 : Hey Joey)
- 1997 : Promised Land : Billy Sullivan (saison 1, épisode 21 : Cowboy Blues)
- 1999 : La Terre des passions (Seasons of Love) : Grover, adulte (mini-série ; 2 épisodes)
- 2003-2005 : La Caravane de l'étrange (Carnivàle) : Ben Hawkins (24 épisodes)
- 2009 : New York, unité spéciale (Law and Order: Special Victims Unit) : Peter Harrison (saison 10, épisode 22)
- 2012 : House of Lies : Kurt (saison 1, épisode 4)
- 2012 : Body of Proof : Marcel Trevino (2 épisodes)
- 2021 : Fear the Walking Dead : Jason Riley (5 épisodes)
- 2021 : Animal Kingdom : Mike (saison 5, épisode 1)
- 2022 : Fear the Walking Dead: Dead in the Water : Jason Riley (6 épisodes)
- 2022 : Let the Right One In : Matthew Dean (9 épisodes)

## Voix françaises
En France
| - Alexis Victor dans : - La Caravane de l'étrange (série télévisée, 2003-2005) - Mirrors 2 (2010) - Folie meurtrière (2011) - Body of Proof (série télévisée, 2012) | - Axel Kiener dans : - Terminator 3 : Le Soulèvement des machines (2003) - Sin City (2005) - Le Caméléon (2010) et aussi - Christophe Lemoine dans L'Homme sans visage (1994) - Laurent Mantel dans Comportements troublants (1998) - Alexis Tomassian dans Bully - Alexandre Gillet dans Jeux pervers (2002) |

Au Québec